# Pycina zamba
Pycina zamba är en fjärilsart som beskrevs av Doubleday 1849. Pycina zamba ingår i släktet Pycina och familjen praktfjärilar. Inga underarter finns listade i Catalogue of Life.

## Bildgalleri

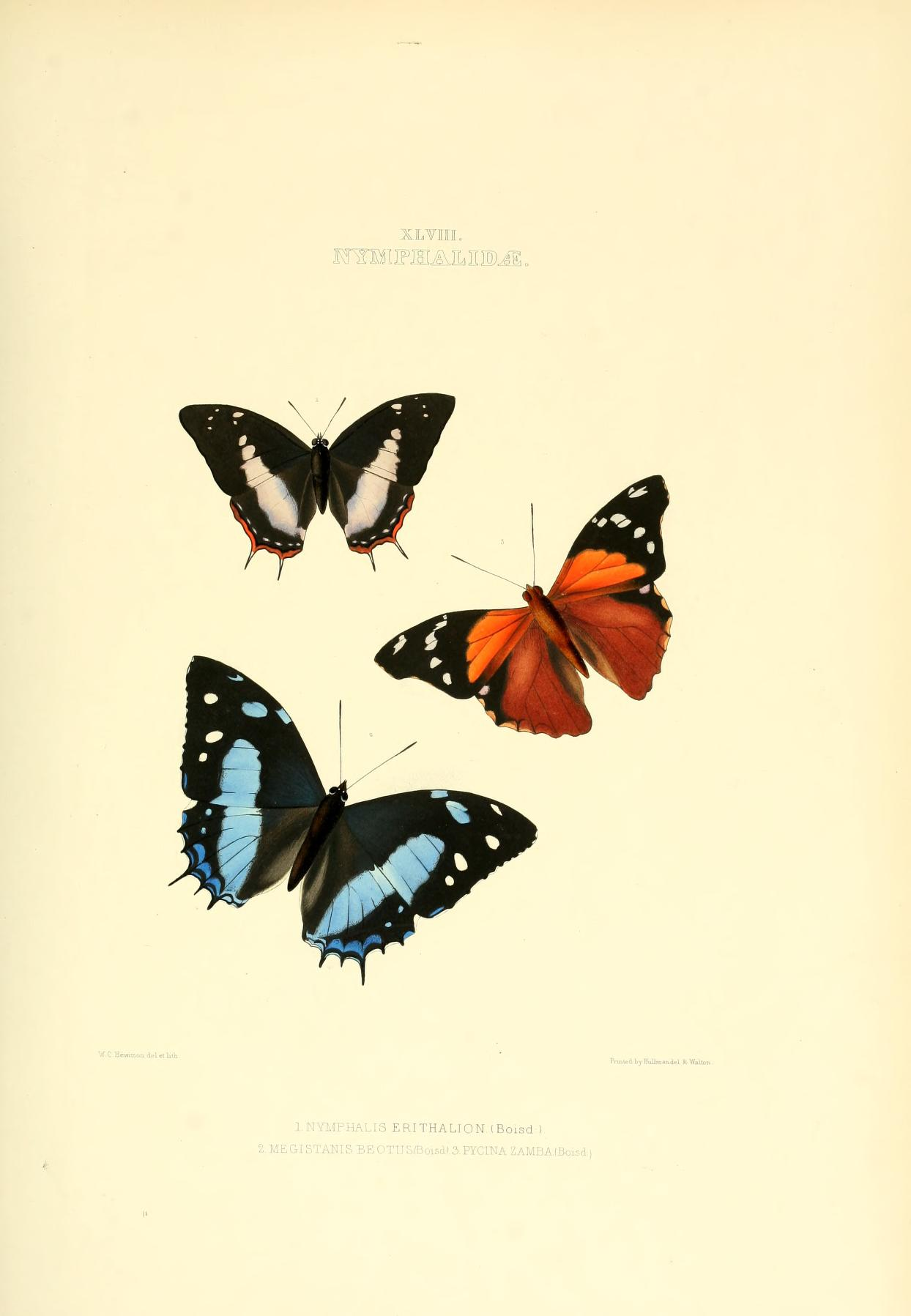
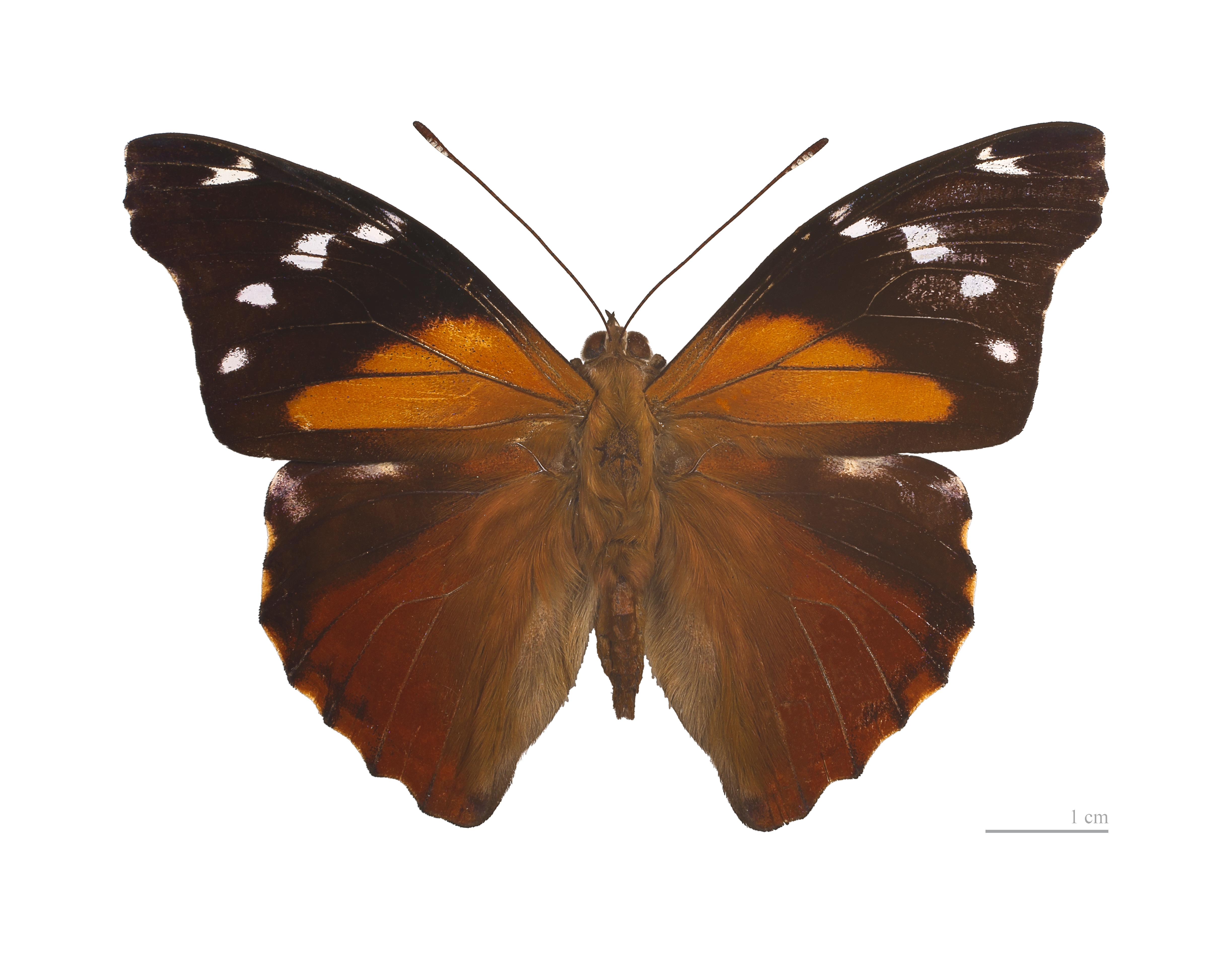
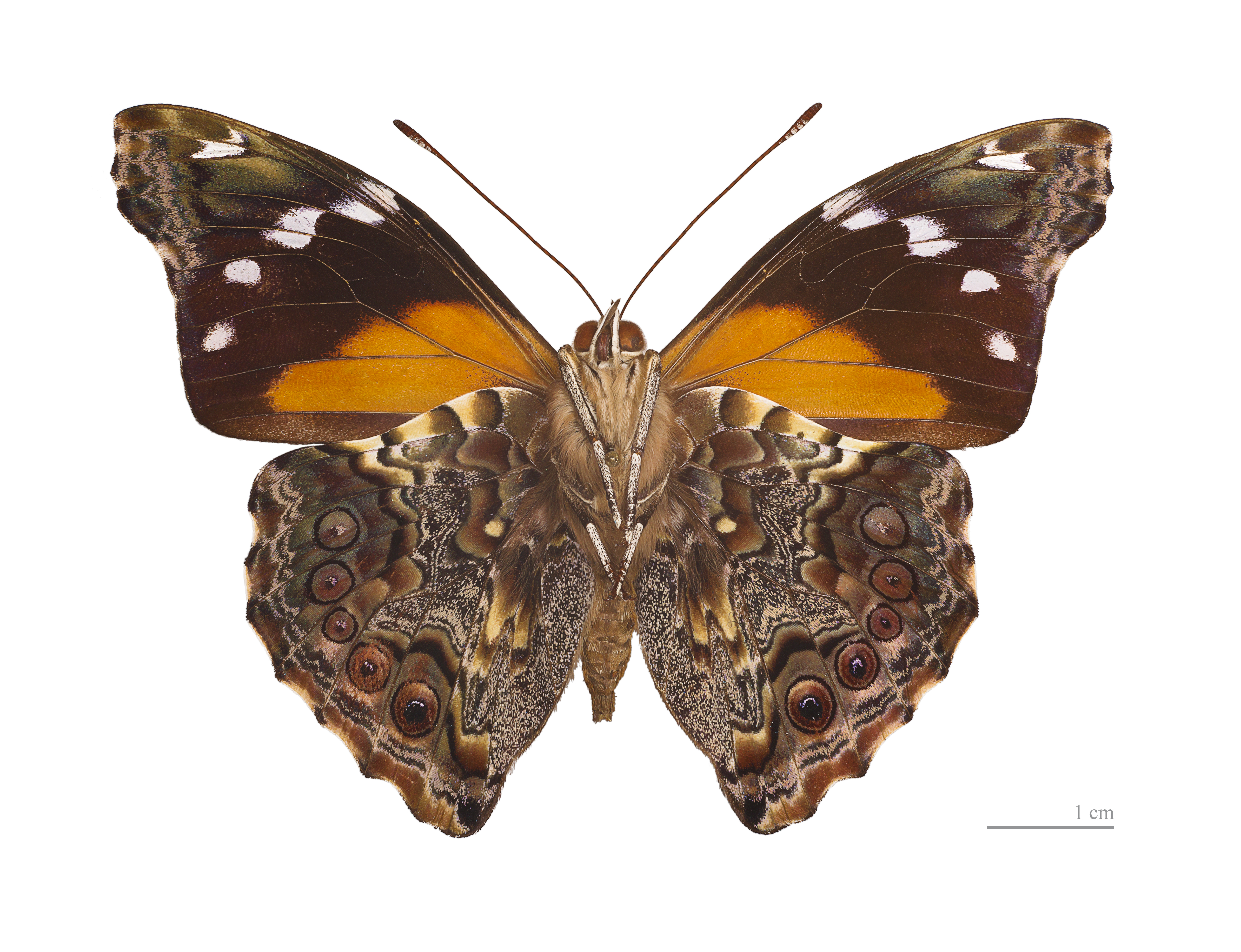
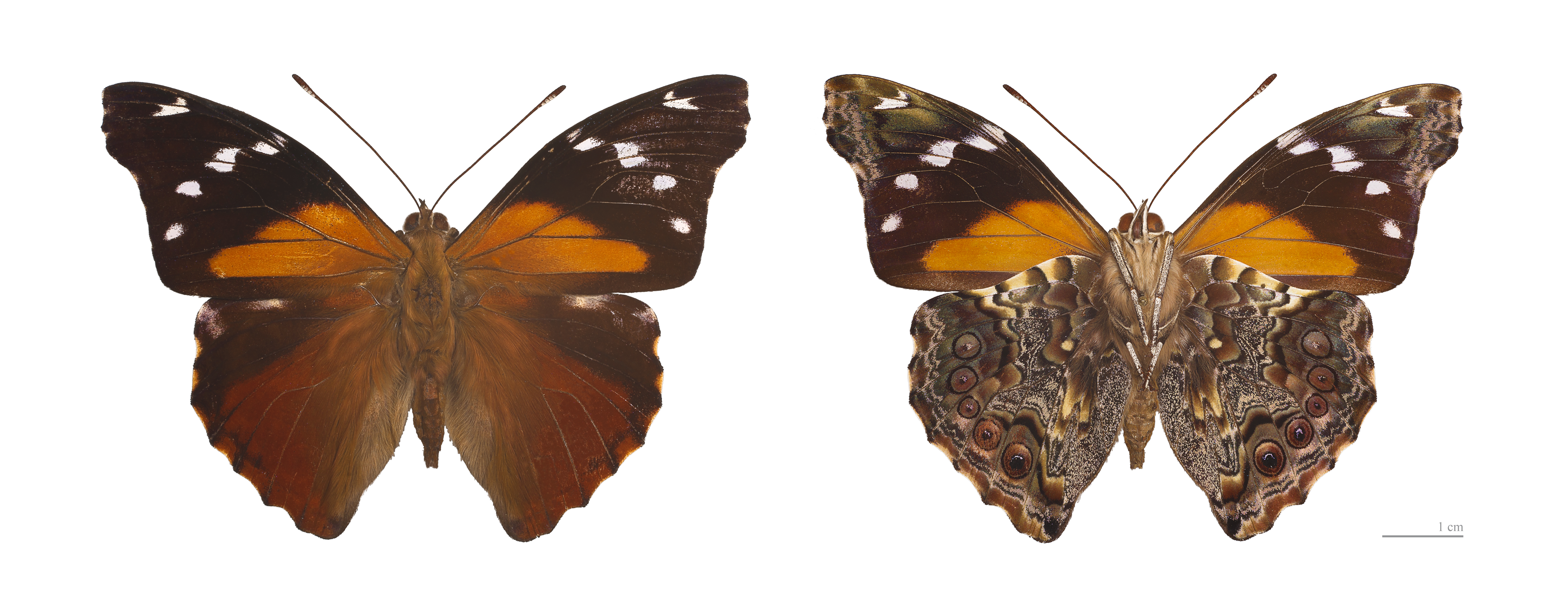